# The Ting Tings
The Ting Tings est un groupe d'indie pop britannique, originaire de Salford, en Angleterre. Il est formé en 2006 de Jules de Martino et Katie White. Le mot tīng signifie écouter en chinois.

## Biographie

### Formation

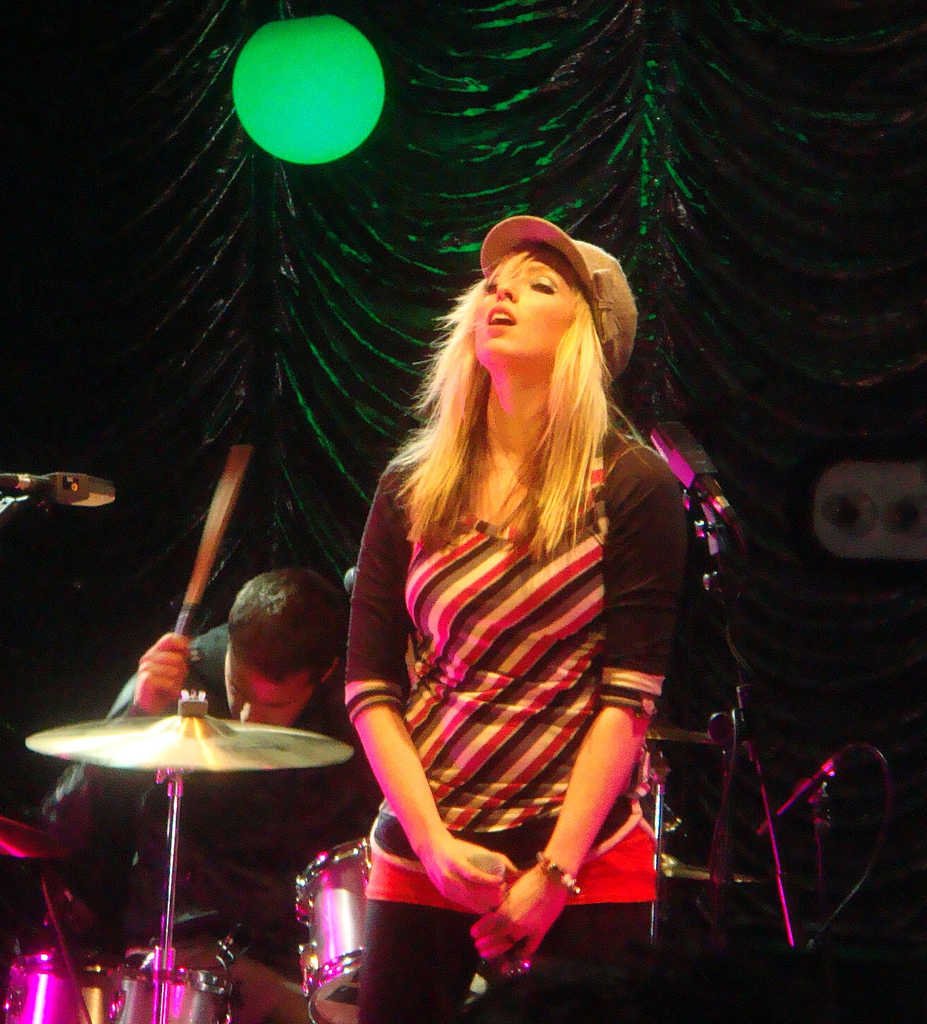
Katie White lors des XFM Awards.

Née dans une ferme près de Manchester, Katie White apparaît la première fois dans un groupe d'adolescentes TKO - initiales pour Total Knock Out. Le groupe est constitué de Katie et de deux amies, Joanne Leeton et Emma Lally. TKO était supporté par Steps et Five mais n'a jamais signé sur un label, et n'a sorti qu'un seul single sur internet.
Né et élevé dans l'est de Londres, Jules De Martino débute dans un groupe appelé Babakoto, et sort un single Just To Get By en 1987. Après que Babakoto se sépare, De Martino devient le chanteur d'un groupe de rock indépendant, Mojo Pin. Mojo Pin sort deux singles, You en 1995 et My Imagination en 1996.
Ils forment The Ting Tings après s'être rencontrés à l'université, nommé ainsi par une collègue chinoise de White quand elle travaillait dans une boutique qui lui a dit que le nom était celui d'un vieux kiosque en mandarin (peut être 听听 / Tīng tīng ; le nom chinois du groupe est cependant 听听乐团 / Tīng tīng yuètuán / « Groupe écoute »).

### We Started Nothing(2008–2009)

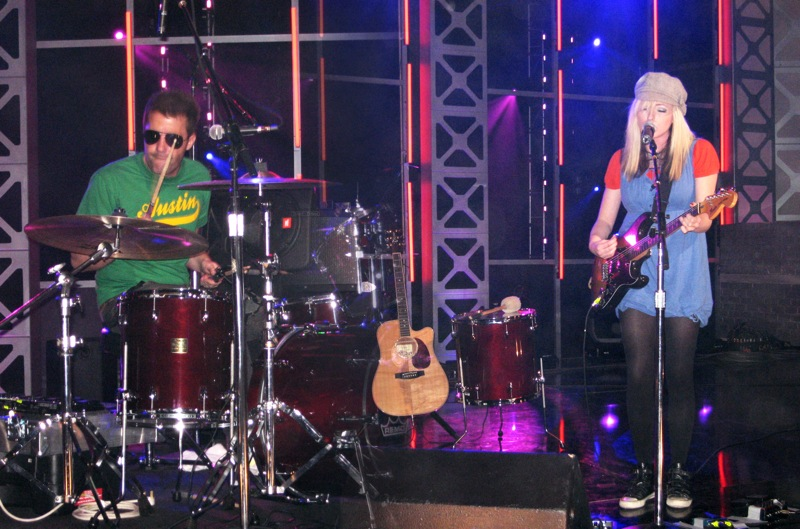
The Ting Tings jouant au South by Southwest en 2008.

Shut Up and Let Me Go est utilisé pour la publicité de l'iPod en avril 2008 et pour la campagne « Plus c'est Fanta, moins c'est sérieux » de 2009.
Ils enregistrent trois singles sur leur label actuel Columbia Records et le single That's Not My Name atteint la 1re place le 18 mai 2008 dans les classements des singles du Royaume-Uni. L'enregistrement de leur album We Started Nothing est terminé le 19 mai 2008 et se hisse à la première place des classements au Royaume-Uni.

### Sounds from Nowheresville(2010–2012)
Le duo commence l'écriture d'un deuxième album à Paris, en France. L'incarnation originale de l'album est enregistrée en huit mois dans la cave d'un club de jazz dans la banlieue de Friedrichshain à Berlin, en Allemagne,,. Le premier single, Hands est publié en octobre 2010. Il est mixé par Calvin Harris et écrit par le duo . Le single débute 29e de l'UK Singles Chart et la première place du Billboard.
Leur deuxième album studio, Sounds from Nowheresville, sort le 27 février 2012 au Royaume-Uni et en France, en mars aux États-Unis. En avril 2012, Orange privatise la place du Palais-Royal pour un concert interactif avec les internautes.

### Super Critical(depuis 2012)
Le groupe s'installe à Ibiza en septembre 2012 afin d'écrire et d'enregistrer leur troisième album, Super Critical, dont la date de sortie est prévue pour le 20 octobre 2014. Ils publient un remix club du premier single Wrong Club sur SoundCloud en avril 2014 ; le single est publié en téléchargement en juillet. Leur troisième album, Super Critical, est publié en octobre 2014.

## Discographie
- 2008 : We Started Nothing
- 2012 : Sounds from Nowheresville
- 2014 : Super Critical
- 2018 : The Black Light
- 2025 : Home